# Canarino mannaro
Canarino mannaro — сорок девятый студийный альбом итальянской певицы Мины, выпущенный 21 октября 1994 года на лейбле PDU. Альбом смог дебютировать с первого места в итальянском хит-параде, а спустя месяц после релиза его продажи преодолели порог в 260 тысяч копий.

## Список композиций
| №                   | Название                                   | Автор(ы)                                              | Длительность |
| ------------------- | ------------------------------------------ | ----------------------------------------------------- | ------------ |
| 1.                  | «Che m’importa del mondo»                  | Франко Мильяччи, Луис Бакалов                         | 3:55         |
| 2.                  | «Va bene, va bene così»                    | Васко Росси, Роберто Касини, Доменико Кампореале      | 5:30         |
| 3.                  | «Wave»                                     | Антониу Карлос Жобин                                  | 5:07         |
| 4.                  | «Oro / La canzone del sole»                | Могол, Джузеппе Манго / Могол, Лучо Баттисти          | 6:03         |
| 5.                  | «Il posto mio»                             | Альберто Теста, Тони Ренис                            | 5:29         |
| 6.                  | «Je so’ pazzo»                             | Пино Даниеле                                          | 3:43         |
| 7.                  | «Na voce ’na chitarra (e ’o poco ’e luna)» | Уго Кализе, Карло Альберто Росси                      | 4:37         |
| 8.                  | «Crazy»                                    | Вилли Нельсон                                         | 5:46         |
| 9.                  | «Rosso»                                    | Джанни Бонкопаньи, Джанкарло Магалли, Франко Бракарди | 4:29         |
| 10.                 | «Come Together»                            | Джон Леннон, Пол Маккартни                            | 7:42         |
| Общая длительность: | Общая длительность:                        | Общая длительность:                                   | 52:25        |

| №                   | Название                | Автор(ы)                                        | Длительность |
| ------------------- | ----------------------- | ----------------------------------------------- | ------------ |
| 1.                  | «Noi»                   | Мауро Санторо                                   | 5:27         |
| 2.                  | «Fosse vero»            | Альберто Де Мартини, Массимилиано Пани          | 4:23         |
| 3.                  | «Rotola la vita»        | Джованни Донцелли, Винченцо Леомпорро           | 4:48         |
| 4.                  | «Tu dimmi che città»    | Альберто Де Мартини, Типпете, Массимилиано Пани | 4:05         |
| 5.                  | «Non è niente»          | Джованни Донцелли, Винченцо Леомпорро           | 5:02         |
| 6.                  | «Amore»                 | Маурицио Монти, Риккардо Коччанте               | 5:20         |
| 7.                  | «In onda»               | Джанфранко Сальваторе, Лелло Панико             | 4:41         |
| 8.                  | «Tornerai qui da me»    | Самуэле Черри, Массимилиано Пани                | 4:59         |
| 9.                  | «Continuando»           | Джованни Ди Дженнаро                            | 4:23         |
| 10.                 | «Impagliatori d’aquile» | Самуэле Черри                                   | 4:12         |
| Общая длительность: | Общая длительность:     | Общая длительность:                             | 47:23        |

## Чарты
| Чарт (1994)              | Высшая позиция |
| ------------------------ | -------------- |
| Европа (Music & Media)   | 30             |
| Италия (Musica e dischi) | 1              |

| Чарт (1994)              | Позиция |
| ------------------------ | ------- |
| Италия (Musica e dischi) | 12      |